# Gruss an Aachen
'Gruss an Aachen' ('Gruß an Aachen', 'Salut à Aix-la-Chapelle') est un cultivar de rosier créé par Wilhelm Hinner et introduit en 1909 en Allemagne par Philipp Geduldig,. Il est issu du croisement 'Franz Deegen' (Hinner 1901) x 'Frau Karl Druschki' (Lambert, 1901).

## Description
Le rosier 'Gruß an Aachen' est une variété de rose ressemblant aux roses anciennes un temps délaissée, malgré sa robustesse et sa floraison très remontante, qui retrouve aujourd'hui sa place dans les jardins. Ce petit buisson de 60 cm à 70 cm de hauteur se couvre de très grandes roses doubles et plates de 10 cm à 15 cm, légèrement parfumées, dont le coloris blanc-crème se teinte légèrement de rose chair au cœur. Il est capable de remonter trois fois jusqu'à la fin de l'automne en grappes généreuses. Son feuillage vert moyen et semi-persistant est très sain.
C'est un rosier rustique aux rameaux semi-rigides peu épineux qui résiste au froid et qui peut être cultivé en jardinière. Il a besoin d'une situation ensoleillée et ne doit pas être taillé trop court.
Il existe une mutation de 'Gruß an Aachen' en rose, dénommée 'Pink Gruss an Aachen', obtenue en 1929 par Kluis & Koning. Il en existe deux autres de couleur blanche nommées 'Minna' (Kordes, 1930) et 'Jean Muraour' (Vogel, 1935), une autre de couleur rose nuancée de jaune : 'Rosa Gruss an Aachen' (Spek, 1930). Il existe aussi une forme grimpante hybride de thé du rosier 'Gruß an Aachen', créée par Kordes en 1937, 'Gruss an Aachen Climbing', qui peut s'élever à 4 mètres et dont la couleur des fleurs est rose nacré très pâle.

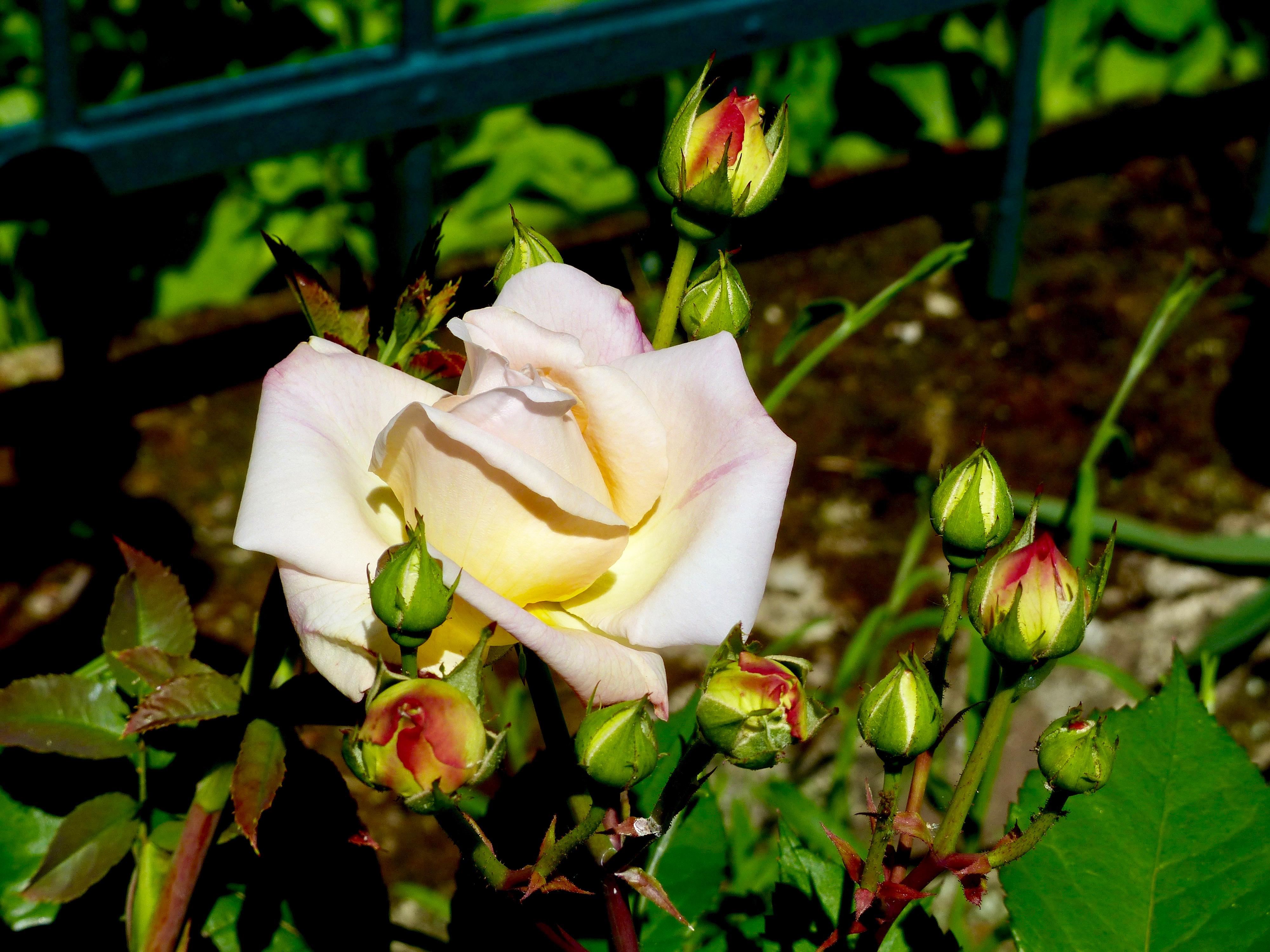
Bouton
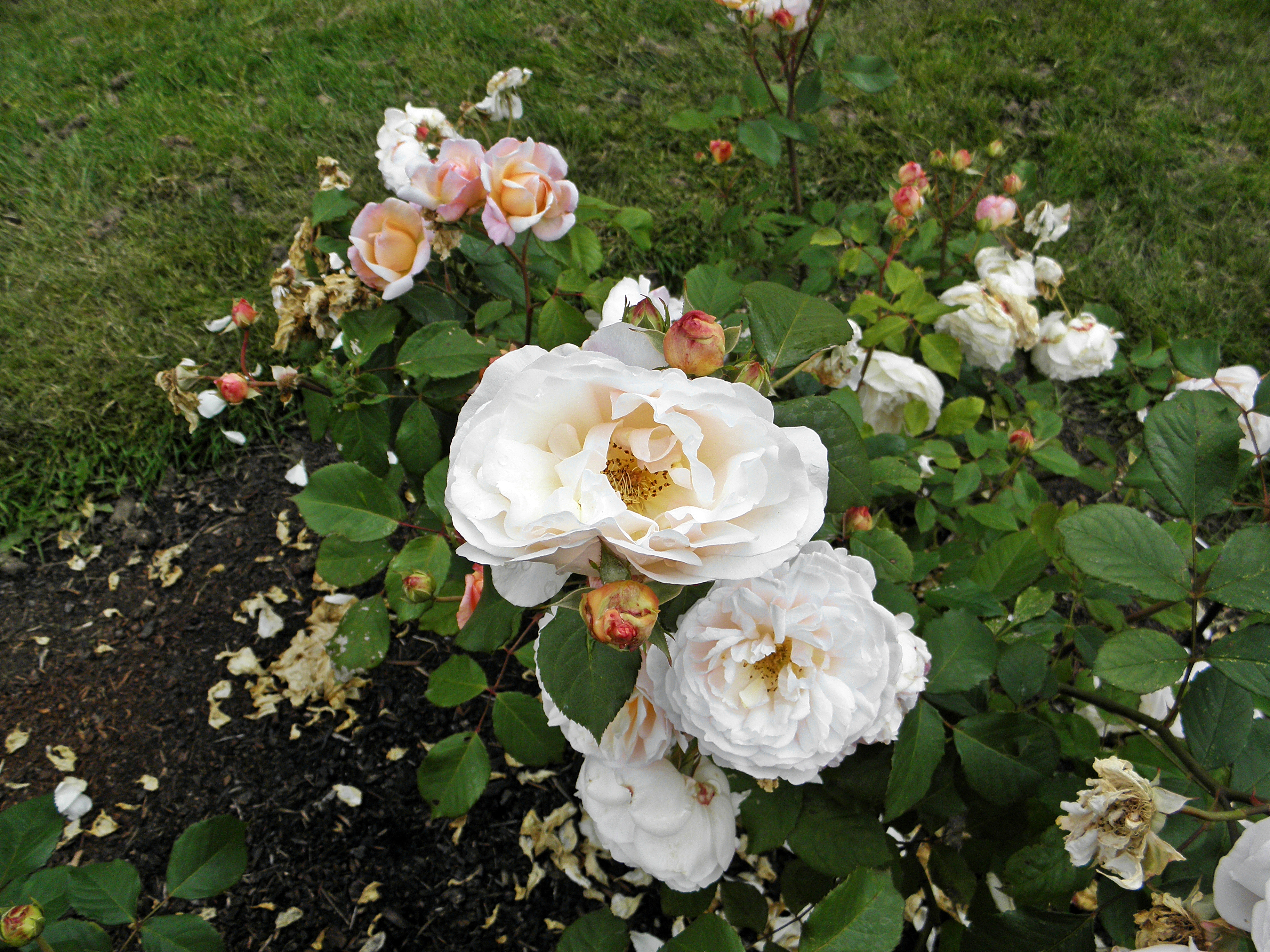
Buisson de 'Gruss an Aachen'
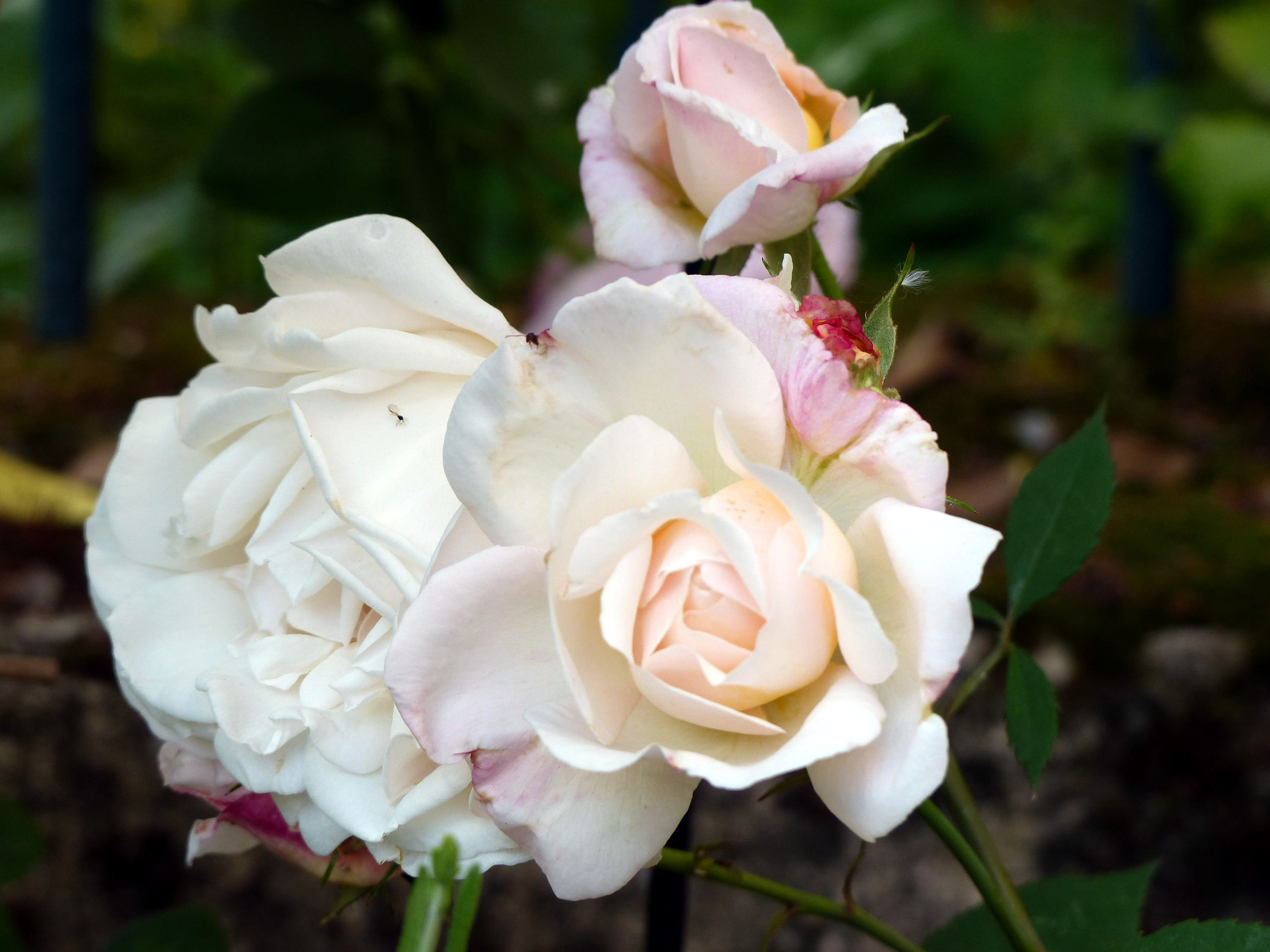
Floraison en bouquet

## Distinctions

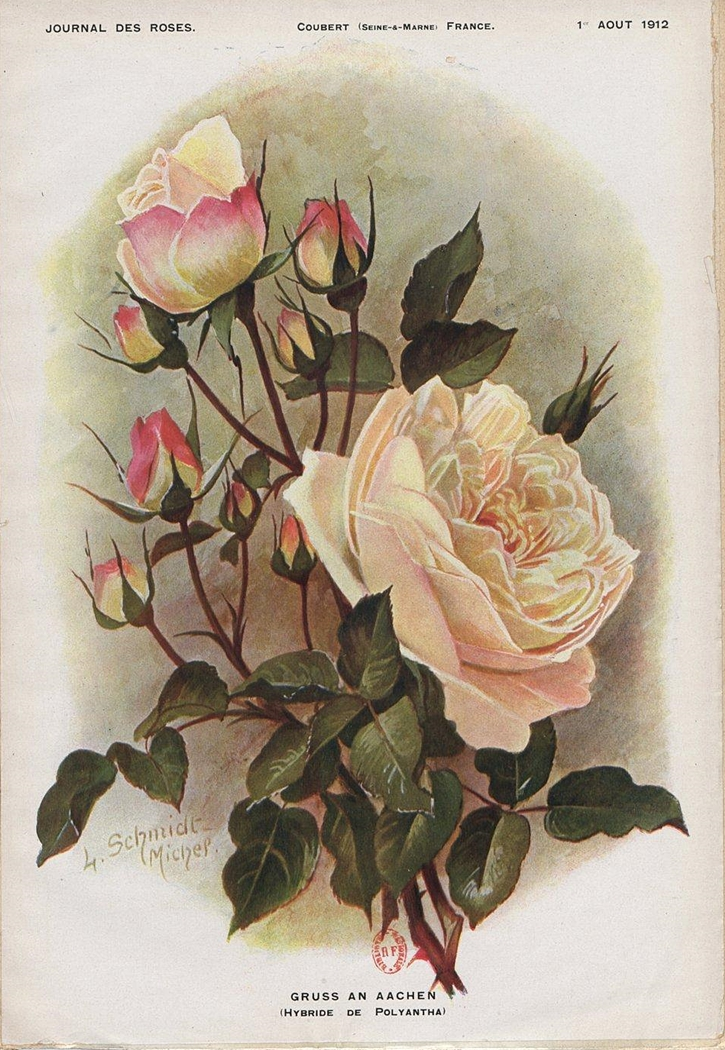
Illustration de Lena Schmidt-Michel pour le Journal des roses (août 1912).

- Plus belle rose ancienne au Congrès mondial des sociétés de roses à Houston, 2000[3],[1]